# Патриот (фильм, 2000)
«Патрио́т» (англ. The Patriot) — драматический кинофильм Роланда Эммериха на тему войны за независимость Соединённых Штатов. Главные роли исполнили Мел Гибсон, Хит Леджер и Джейсон Айзекс. Считается самым успешным фильмом Эммериха наравне с «День независимости», получил три номинации на премию «Оскар»: за операторскую работу Калеба Дешанеля, музыку Джона Уильямса и звук. Сборы фильма в США составили $113 330 342, в остальном мире — $101 964 000.

## Сюжет
Во время войны за независимость США в 1775 году капитан Бенджамин Мартин, ветеран англо-французской и индейской войны и вдовец с семью детьми, призван в Чарльстон, чтобы проголосовать в Генеральной Ассамблее Южной Каролины за налог в поддержку Континентальной армии. Опасаясь войны с Великобританией, Бенджамин воздерживается; тем не менее, голосование состоялось. Вопреки желанию его отца, старший сын Бенджамина Гэбриэл присоединяется к Континентальной армии.
Два года спустя Чарльстон сдается под натиском британцев, и раненый Гэбриэл возвращается домой с посылками. Мартины заботятся о британских и американских раненых в недавнем сражении. Прибывают британские драгуны во главе с полковником Уильямом Тавингтоном, задерживают Гэбриэла с намерением повесить его как шпиона. Также англичане берут в плен чернокожих свободных мужчин и женщин, которые работают на земле Бенджамина. Когда второй сын Бенджамина Томас пытается освободить Гэбриэла, Тавингтон убивает его, а затем приказывает сжечь дом Мартинов и казнить раненых американцев. После ухода британцев Бенджамин дает своим двум младшим сыновьям мушкеты, и они устраивают засаду на подразделение, сопровождающее пленного Гэбриэла. Бенджамин умело, но жестоко убивает многих солдат своим томагавком. Выживший британец рассказывает Тавингтону о нападении, у Бенджамина появляется прозвище «Призрак». Гэбриэл решает снова присоединиться к Континентальной армии, и вскоре за ним следует отец, оставляя младших детей на попечении свояченицы Бенджамина Шарлотты. По пути в лагерь они становятся свидетелями того, как южная Континентальная армия под командованием генерала Горацио Гейтса вступает в бой с британской армией. Бенджамин понимает глупость атаки, так как служил в британской армии; в итоге, Континентальная армия решительно разгромлена.
Бенджамин встречается со своим бывшим командиром, полковником Гарри Бёрвеллом, который благодаря боевому опыту Бенджамина делает его полковником местного ополчения, а Гэбриэл начинает служить под командованием отца. Бенджамину поручено удерживать полки лорда Корнуоллиса на юге с помощью партизанской войны. Французский майор Жан Вилльнёв помогает обучать ополчение и обещает больше помощи от французов.
Гэбриэл спрашивает, почему Вилльнёв и другие часто упоминают об участии Бенджамина в инциденте в Форте Уайлдернесс. Отец, не решаясь ответить на вопрос до этого момента, наконец, рассказывает правду своему сыну. Бенджамин сражался в британской армии в предыдущей войне, когда он и несколько других солдат стали свидетелями жестокости французов против англичан. Разъяренные военные догнали французов в Форте Уайлдернесс и медленно, методично истребили всех, кроме двоих. Оставшиеся в живых были вынуждены рассказать, что случилось с их союзниками-чероки, и показать головы своих товарищей в качестве доказательства. Бенджамин рассказывает, что с тех пор его преследует чувство вины.
Ополчение Бенджамина преследует британские войска снабжения, даже захватывая некоторые личные вещи Корнуоллиса и двух его собак, и сжигает половину мостов и паромов, ведущих в Чарльстон. Лорд Корнуоллис обвиняет Тавингтона в том, что он вызвал такую реакцию своей жестокой тактикой. Тем не менее, раздраженный отсутствием прогресса и оскорбленный умной уловкой Бенджамина, с помощью которой он освободил часть захваченных ополченцев, Корнуоллис неохотно позволяет Тавингтону остановить Бенджамина любыми необходимыми средствами.
С неохотной помощью капитана лоялистов Уилкинса Тавингтон узнает личность некоторых ополченцев, нападает на их семьи и сжигает их дома. Семья Бенджамина бежит с плантации Шарлотты, поскольку она сожжена, чтобы жить в поселении Гуллах с бывшими черными рабами. Там Гэбриэл женится на Анне, с которой был обручён. Отряд Тавингтона въезжает в город, который снабжает ополчение. Он собирает всех горожан, включая Анну, в церковь, обещая свободу в обмен на сведения о местонахождении мятежников. После того, как жители выдали местоположение, англичане забаррикадировали двери и сожгли церковь, убив всех внутри. Когда о трагедии становится известно, Гэбриэл и несколько других солдат мчатся, чтобы напасть на лагерь Тавингтона. В последующей битве Гэбриэл стреляет в Тавингтона, но Тавингтон смертельно ранит Гэбриэла перед бегством. Бенджамин прибывает вскоре после этого, только чтобы ещё один из его сыновей умер на его руках.
Бенджамин скорбит и колеблется в своем стремлении продолжать борьбу, но решается, когда видит напоминание о преданности своего сына делу, найдя американский флаг, который он починил. Ополчение Мартина, наряду с более крупным полком Континентальной армии, противостоит полку Корнуоллиса в решающей битве при Каупенсе. В ходе битвы Бенджамин с Тавингтоном сражаются один на один, Тавингтон одерживает верх, нанеся несколько ран саблей Бенджамину. Бенджамин опускается на колени, и Тавингтон готовится нанести последний удар. В последний момент Бенджамин уклоняется от атаки и наносит удар штыком Тавингтону и убивая его, мстя за смерть своих сыновей. В битве побеждают Континентальные войска, Корнуоллис дает сигнал к отступлению.
После долгих отступлений Корнуоллис осажден в Йорктауне, штат Вирджиния, где он сдается окружившей Континентальной армии и долгожданным военно-морским силам Франции. После окончания военных действий Бенджамин возвращается со своей семьёй и обнаруживает, что его солдаты восстанавливают усадьбу на их старой городской дороге.

## В ролях
| Актёр                 | Роль                       |
| --------------------- | -------------------------- |
| Мел Гибсон            | Бенджамин Мартин           |
| Хит Леджер            | Гэбриэл Мартин             |
| Логан Лерман          | Уильям Мартин              |
| Джейсон Айзекс        | полковник Уильям Тавингтон |
| Том Уилкинсон         | генерал Чарльз Корнуоллис  |
| Крис Купер            | полковник Гарри Бёрвелл    |
| Джоэли Ричардсон      | Шарлотта Селтон            |
| Чеки Карио            | Жан Вильнёв                |
| Рене Обержонуа        | преподобный Оливер         |
| Лиза Бреннер          | Энн Хауард                 |
| Донал Лоуг            | Дэн Скотт                  |
| Леон Риппи            | Джон Биллингс              |
| Адам Болдуин          | капитан Уилкинс            |
| Джей Арлен Джонс      | Оккам                      |
| Джои Д. Вьейра        | Питер Хауард               |
| Грегори Смит          | Томас Мартин               |
| Питер Вудвард         | Чарльз О’Хара              |
| Мика Бурем            | Маргарет Мартин            |
| Тревор Морган         | Натан Мартин               |
| Скай Маккоул Бартусяк | Сьюзан Мартин              |

## Создание
Хит Леджер выполнял все трюки сам.
По сценарию у Бенджамина Мартина было шестеро детей, но Мел Гибсон настоял на том, чтобы его персонажу добавили ещё одного ребёнка, так как у него самого семеро детей.
Харрисон Форд отказался играть главную роль, поскольку, посмотрев сценарий, посчитал его слишком жестоким.

## Награды и номинации
Полный список наград и номинаций фильма — на сайте IMDb:
- 2001 — три номинации на премию «Оскар»: лучшая музыка к фильму (Джон Уильямс), лучшая операторская работа (Калеб Дешанель), лучший звук (Кевин О’Коннелл, Грег П. Расселл, Ли Орлофф)[7]
- 2001 — номинация на премию «Сатурн» за лучший приключенческий фильм, боевик или триллер
- 2001 — номинация на премию «Спутник»: за лучший дизайн костюмов (Дебора Линн Скотт)
- 2001 — номинация на премию канала MTV за лучшую мужскую роль (Мел Гибсон)